# Dirck van Santvoort

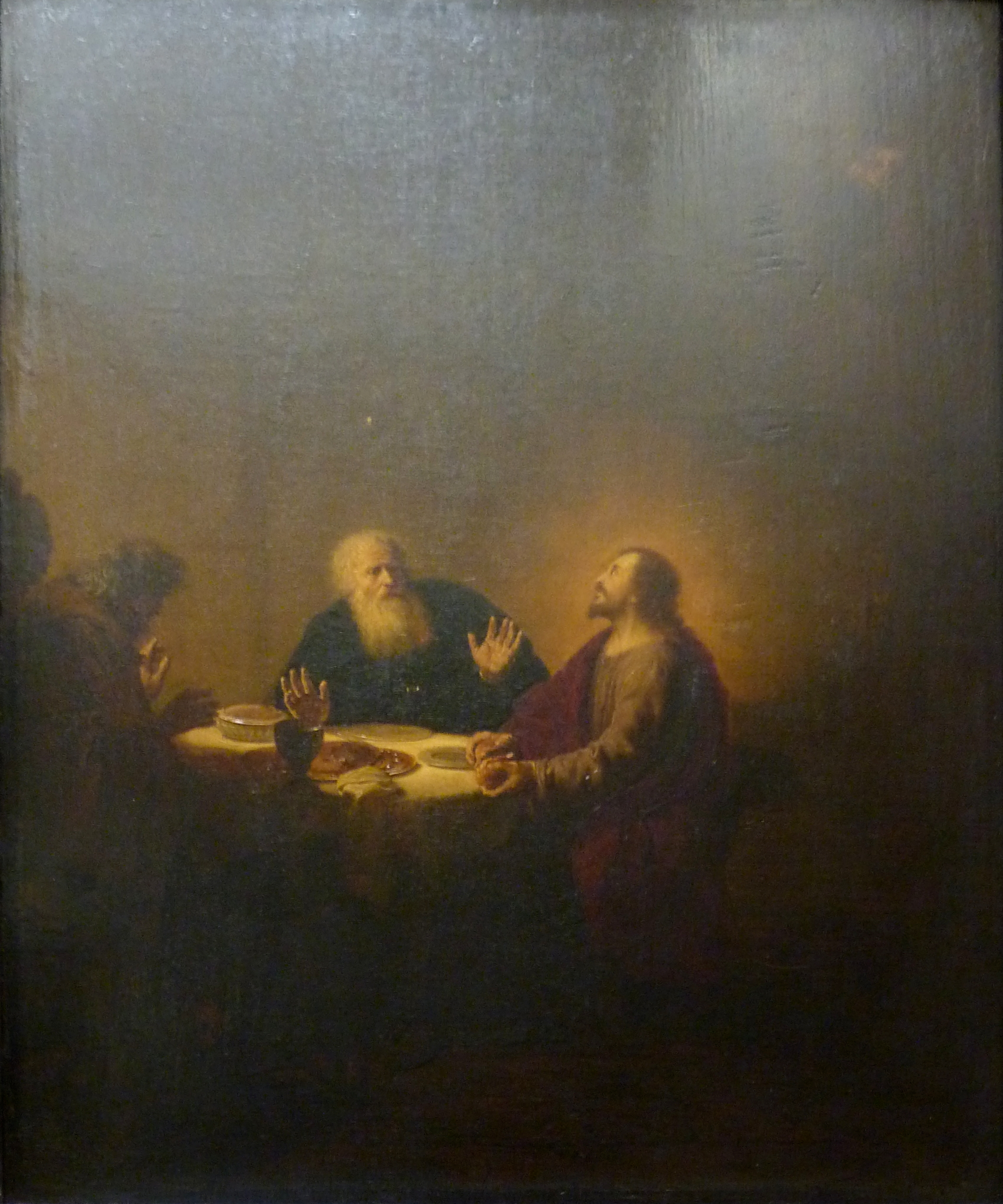
Le Christ se révélant aux pèlerins d'Emmaüs, Dirck van Santvoort.

Dirck van Santvoort ou Dirck Dircksz. van Santvoort (1610, Amsterdam - 1680, Amsterdam) est un peintre néerlandais du siècle d'or.

## Biographie
Dirck van Santvoort est né en 1610 à Amsterdam. Il est le fils du peintre Dirck Pietersz. Bontapaert. Lui et ses frères adoptent le nom de Santvoort. Il est spécialisé dans la peinture de portraits, et son style est influencé par Rembrandt.
Il décède en 1680 à Amsterdam.

## Œuvres
- Portrait de Geertruyt Spiegel avec un bouvreuil[2], The National Gallery, Londres
- La famille de Dirck Bas Jacobsz., maire d'Amsterdam[3], Rijksmuseum, Amsterdam
- Frederik Dircksz Alewijn, conseiller et magistrat municipal d'Amsterdam[4], Rijksmuseum, Amsterdam
- Portrait de femme, vers 1635-1640, huile sur bois, 52,5 x 63 cm, musée Fabre, Montpellier
- Le Christ à Emmaüs, vente Londres.